# Sassandra flygplats
Sassandra flygplats är en flygplats vid staden Sassandra i Elfenbenskusten. Den ligger i den södra delen av landet, 230 km söder om huvudstaden Yamoussoukro. Sassandra flygplats ligger 62 meter över havet. IATA-koden är ZSS och ICAO-koden DISS.